# Nattha Thongrod
Nattha Thongrod (thailändisch นัทฐา ทองรอด; * 18. August 1992) ist ein thailändischer Fußballspieler.

## Karriere
Nattha Thongrod stand bis 2016 beim Phang Nga FC in der Provinz Phang-nga unter Vertrag. Wo er vorher gespielt hat, ist unbekannt. Der Verein spielte in der dritten Liga, der damaligen Regional League Division 2. Hier trat er mit dem Klub in der Southern Region an. Von 2017 bis Mitte 2022 spielte er beim Trang FC. Mit dem Klub aus Trang spielt er von 2017 bis 2019 in der Lower Region der Liga, von 2020 bis 2022 in der Southern Region. Zu Beginn der Saison 2022/23 unterschrieb er einen Vertrag beim Drittligaaufsteiger Muangtrang United FC. Mit dem ebenfalls in Trang beheimateten Verein spielte er 16-mal in der Southern Region. Der Krabi FC, ein Zweitligist aus Krabi, nahm ihn im August 2023 unter Vertrag. Sein Zweitligadebüt gab Thongrod am 19. August 2023 (2. Spieltag) im Heimspiel gegen den Rayong FC. Bei der 0:1-Heimniederlage wurde er in der 72. Minute für Weerasak Gayasit eingewechselt. Nach elf Ligaspielen wurde sein Vertrag im Januar 2024 nicht verlängert.